# Мигел Анхел Вирасоро (физичар)
Мигел Анхел Вирасоро (шп. Miguel Ángel Virasoro, IPA: ; Буенос Ајрес, 9. мај 1940 — Буенос Ајрес, 23. јул 2021) био је аргентински физичар који је већи део свог радног века провео у Италији. Епоним је Вирасорове алгебре. Заједно са Ђорђом Паризијем и Марком Мезаром открио је ултраметричку организацију стања спинског стакла на ниским температурама у бесконачним димензијама.
Био је директор Међународног центра за теоријску физику (ICTP) од 1995. до 2002. године. Члан је Светске и Америчке академије наука.
Држао је часове из физичко-математичких модела за економију на Римском универзитету „Сапијенца”. Тренутно држи предавања из електромагнетизма на „Сапијенци” у Риму.

## Почеци
Прве битне кораке на путу да постане физичар Вирасоро је направио 1958. године, на Факултету егзактних и природних наука (Универзитет у Буенос Ајресу). Дипломирао је на Одсеку за физику 1962. године. На овом факултету је остао до 1967. године, када је докторирао и напустио Аргентину први пут. Први битан научни допринос физици остварио је својом тезом коју је написао 1967. године, и то на пољу физике елементарних честица. Тада је радио са истакнутим физичари, међу којима су и проналазачи димензионалне регуларизације — Хуан Хосе Хијамбјахи (1924—1996) и Карлос Гидо Бољини (1926—2009).

## Семинални рад
Након што је први пут напустио Аргентину, 1967. године се као постдок (истраживач-постдокторанд) придружио истраживачкој групи Вајцмановог технолошког института у Реховоту (Израел) — у којој су били и Х. Р. Рубинстајн, Г. Венецијано и Абемоло. Ту се удаљио од традиоционалних техника теорије поља и почео да ради са новим ’бутстреп моделом’ (енгл. bootstrap model) и матрицама расејања (енгл. scattering matrix). Након годину и по, 1968. је написао неке веома важне једначине; на генерализовању истих је сарађивао са Венецијановом, али се потом морао вратити у Аргентину.
У домовини је накратко наставио са радом који је започео, а потом 1968. године отишао на Универзитет Висконсин (Медисон, Висконсин) где је почео да ради поред неких од зачетника теорије струна као што је Сакита Бунџи (1930—2002) или Кеиџи Кикава (1935—2013). У Америци је две године наставио да ради на започетом и све више се приближава открићу онога што је данас познато као ’теорија поља струна’ (шп. teoría de campos de cuerdas, енгл. string field theory). Из Висконсина се 1970. пребацио на Беркли (Беркли, Калифорнија), где је годину дана наставио да унапређује теорију; управо током овог периода развио је алгебру која носи његово име — Вирасорова алгебра (шп. álgebra de Virasoro, енгл. Virasoro algebra). Након семиналног рада у Берклију, 1971. године се вратио у Аргентину и четири године био доцент на свом матичном Универзитету у Буенос Ајресу. Године 1975. одлучио је да прихвати понуду да годину дана ради на Институту за напредне студије у Принстону, када поново одлази у Сједињене Америчке Државе. Када се вратио у Аргентину, дочекао га је војни пуч у Ружичастој кући (председничка палата); нетом после повратка чврсто одлучује да се више не враћа у Аргентину, те одлази у Италију и почиње да ради у Вишој нормалној школи (итал. École normale supérieure). На југу Италије, у граду Лече, 1981. године је добио посао професора; годину после је почео да ради у Риму.

## Остали допринос
Током целе каријере Вирасоро је доприносио на разним пољима физике, истражујући елементарне честице, магнетни монопол, колективне варијабле, спинско стакло... Радио је у Паризу, на Римском универзитету „Сапијенца” у Риму, као директор Међународног центра за теоријску физику у Трсту (седам година, након смрти нобеловца Абдуса Салама 1996. који је основао исти) и другде.
Био је гост-доцент на Институту Нилса Бора у Копенхагену, затим на Епископском католичком универзитету у Рио де Жанеиру, Институту за теоријску физику у Кјоту, те Хебрејском универзитету у Јерусалиму.
Члан је Светске академије наука, а од 1998. године и Америчке академије наука и уметности.

## Скорији ангажман
Однедавно је постао незаинтересован за фундаменталне проблеме физике, па је због тога направио заокрет у својој каријери: радио је на проучавању економских модела и модела мозга.
Од 2009. године почео је са истраживачком делатношћу на Националном универзитету генерала Сармијента у Буенос Ајресу, где је радио на комплексним системима агентних модела (енгл. agent-based models, ABM) и апликација. Држао је предавања из електромагнетизма на „Сапијенци”. Његов повратак у Аргентину је планиран у оквиру програма репатријације аргентинских научника Националне агенције за научну и технолошку промоцију, Министарства за науку и културу (шп. Agencia Nacional de Promoción Científica y Tecnológica, Ministerio de Ciencia y Tecnología).

## Приватни живот
Вирасоро је био у браку са Силвијом Страсберг, са којом је имао једног сина.